# Coping
Coping (engelska, från verbet to cope with) är en psykologisk term som beskriver en persons förmåga att hantera stressfyllda och känslomässigt krävande situationer. Termen kan delas upp i två olika typer, känslofokuserad eller problemlösningsfokuserad livshantering. Syftet med psykoterapi kan ibland vara att bygga upp livshanteringsstrategier.

## Begrepp
Begreppet coping myntades av stressforskaren Richard Lazarus på 1980-talet.
Natur & Kulturs psykologilexikon anger följande betydelser för coping:
- Att klara av något på ett adekvat och konstruktivt sätt.
- Att handskas med eller hantera ett problem eller en svårighet vare sig det sker konstruktivt, passivt eller rent av destruktivt.
- Fysisk, psykisk och/eller social förmåga att leva med sjukdom eller funktionshinder. Denna betydelse är vanlig i svensk medicin och omvårdnad. Begreppet 'coping' i denna betydelse spelar också en viktig roll inom stressforskning och rehabilitering.